# Luka Marttila
Luka Marttila (Masku, 30 giugno 2003) è un pallavolista finlandese, schiacciatore del Milano.

## Carriera

### Club
Luka Marttila muove i primi passi nella pallavolo nel club della sua città natale, il Ginepro Masku, giocando nel ruolo di libero. Approda quindi al Kuortaneen, club impegnato nella divisione cadetta finlandese, dove resta per un triennio, nel corso del quale cambia ruolo, diventando uno schiacciatore. Nella stagione 2021-22 debutta in Lentopallon Mestaruusliiga con l'Hurrikaani-Loimaa, venendo premiato come miglior esordiente, mentre nella stagione seguente viene ingaggiato in Italia dal Milano, in Superlega.
Nel campionato 2023-24 gioca nella Ligue A francese con il Montpellier, mentre nel campionato successivo fa ritorno al Milano.

### Nazionale
Fa parte delle selezioni giovanili finlandesi: con l'under 17 è di scena al campionato europeo 2019, mentre con l'under 20 prende parte al campionato europeo 2022.
Nel 2022 debutta in nazionale maggiore durante la European Silver League, torneo nel quale vince la medaglia d'argento; nel 2025 conquista l'oro all'European Golden League.

## Palmarès

### Nazionale (competizioni minori)
- European Silver League 2022
- European Golden League 2025

### Premi individuali
- 2022 - Lentopallon Mestaruusliiga: Miglior esordiente